# Stanisław Muszyński
Stanisław Muszyński (ur. 1936, zm. 31 sierpnia 2021) – polski agronom, prof. dr hab.

## Życiorys
W 1958 ukończył studia w Szkole Głównej Gospodarstwa Wiejskiego w Warszawie. Obronił pracę doktorską, następnie uzyskał stopień doktora habilitowanego. W 1991 nadano mu tytuł profesora w zakresie nauk rolniczych.
Został zatrudniony w Katedrze Fizjologii Roślin na Wydziale Rolniczym Szkole Głównej Gospodarstwa Wiejskiego.
Zmarł 31 sierpnia 2021.